# Tvärstreckat glansfly
Tvärstreckat glansfly, Deltote bankiana är en fjärilsart som beskrevs av Johan Christian Fabricius 1775. Tvärstreckat glansfly ingår i släktet Deltote och familjen nattflyn. Arten är reproducerande i Sverige. Inga underarter finns listade i Catalogue of Life.

## Bildgalleri

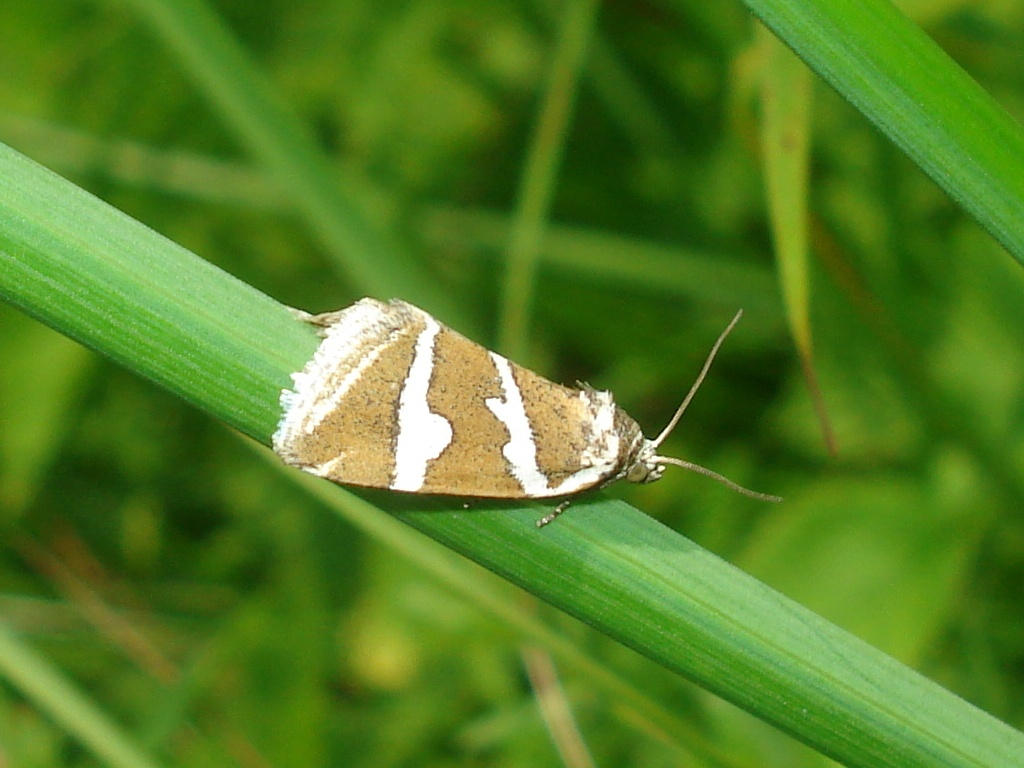
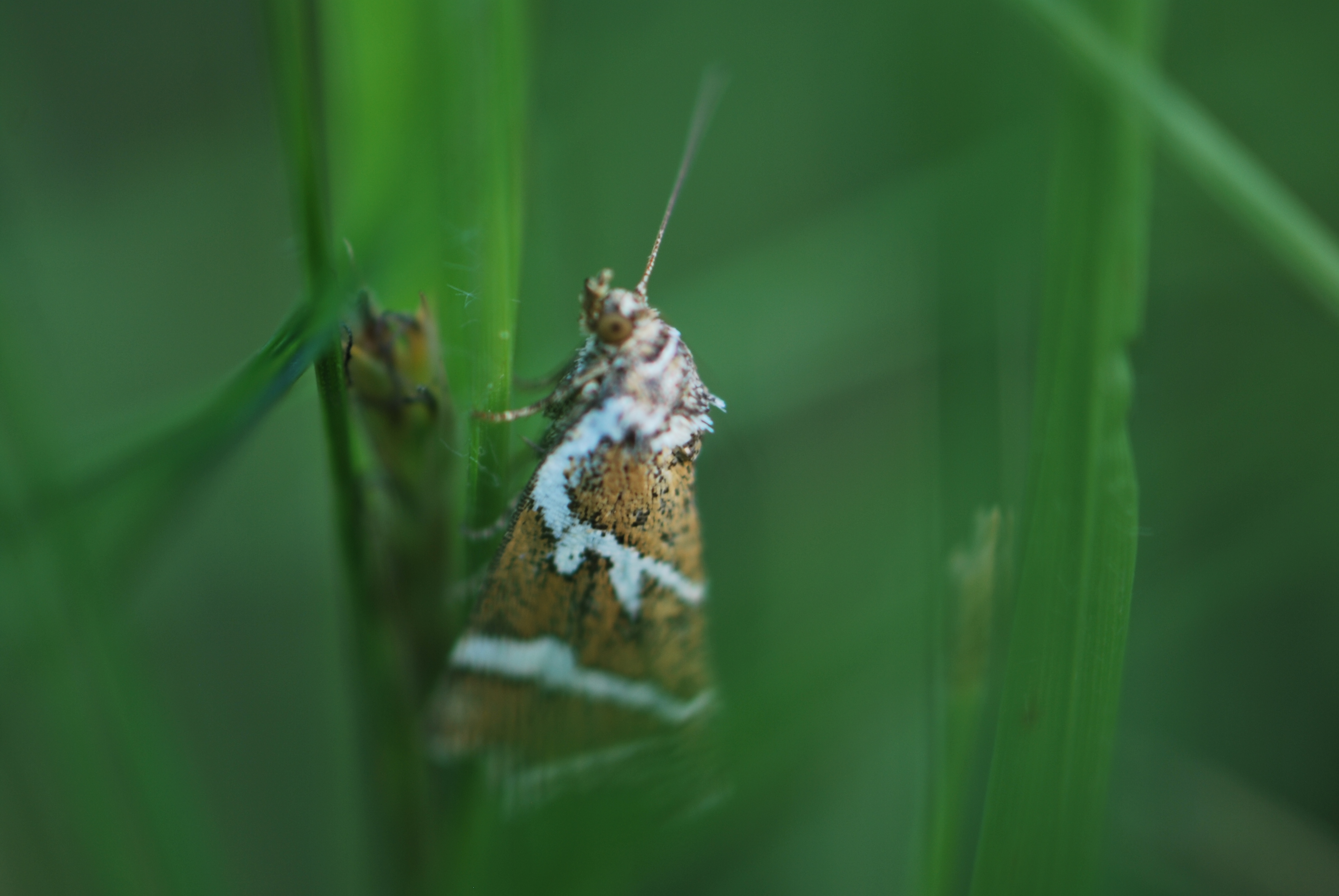
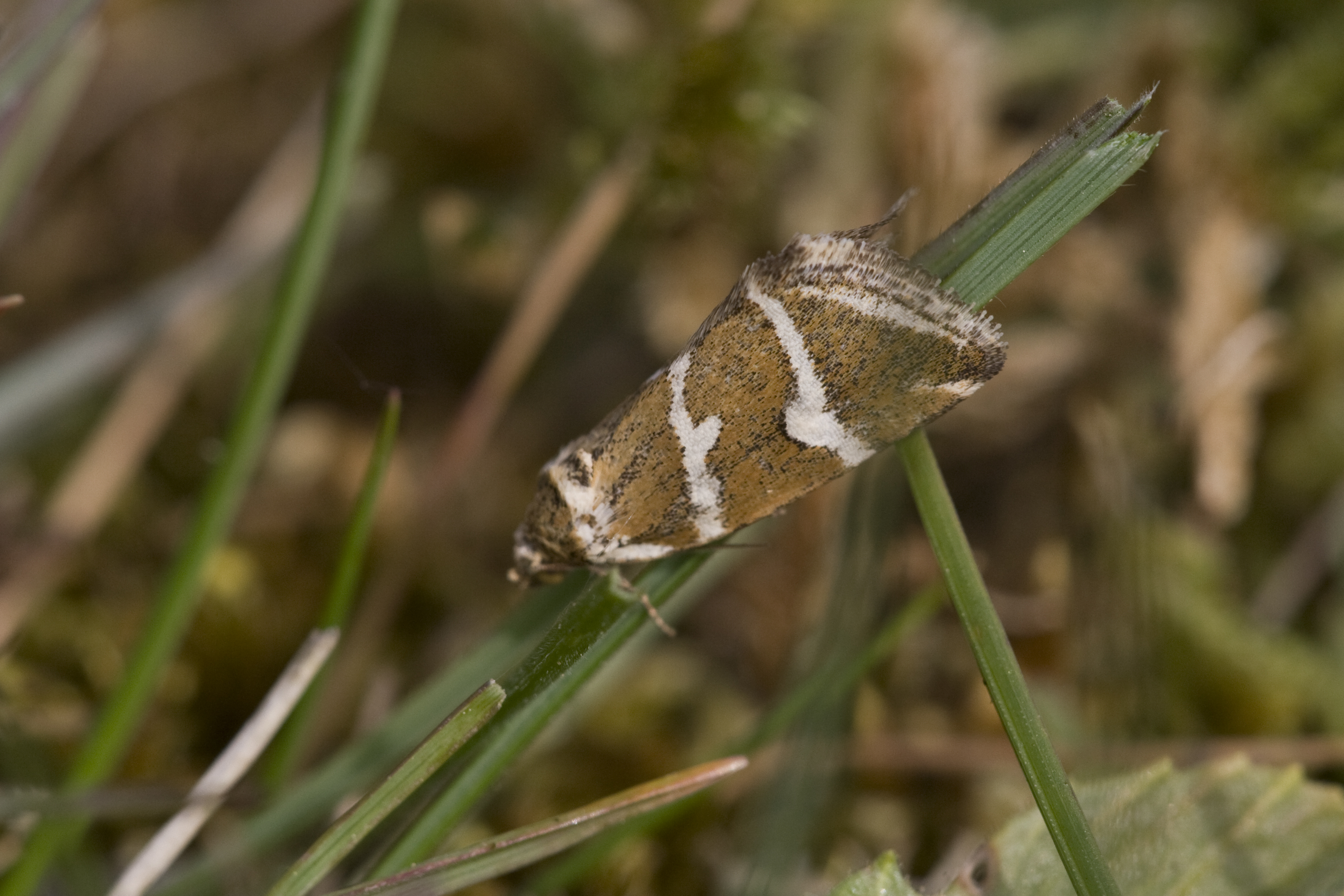
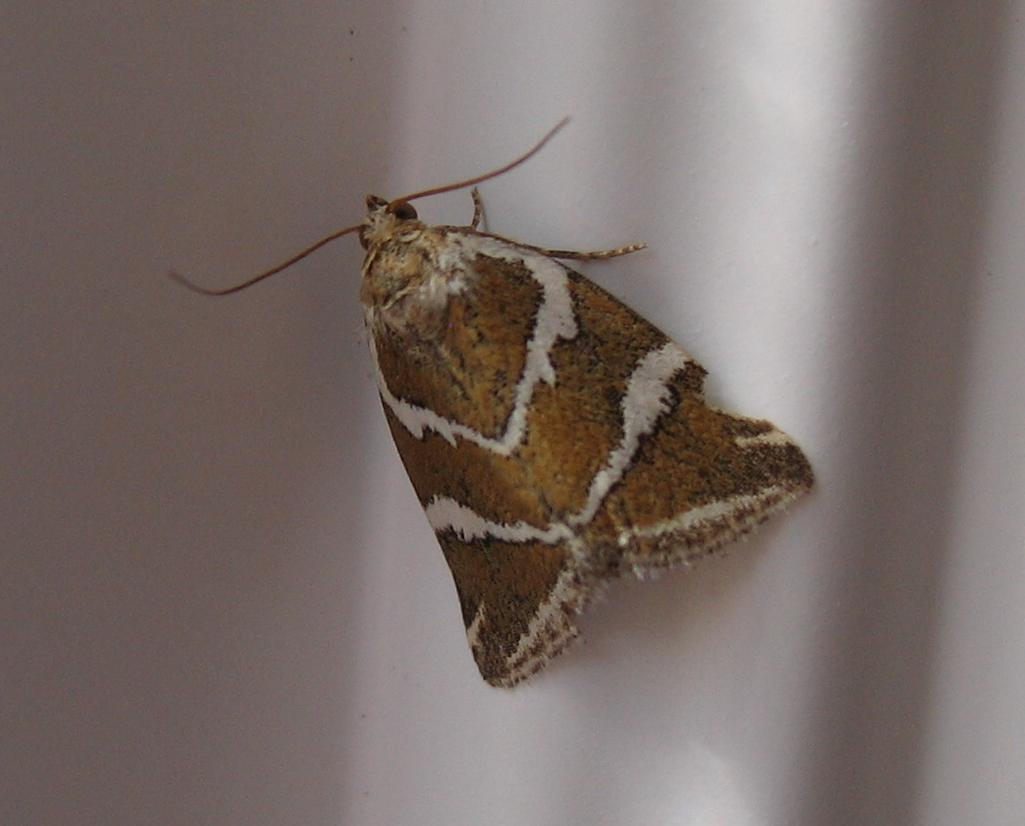
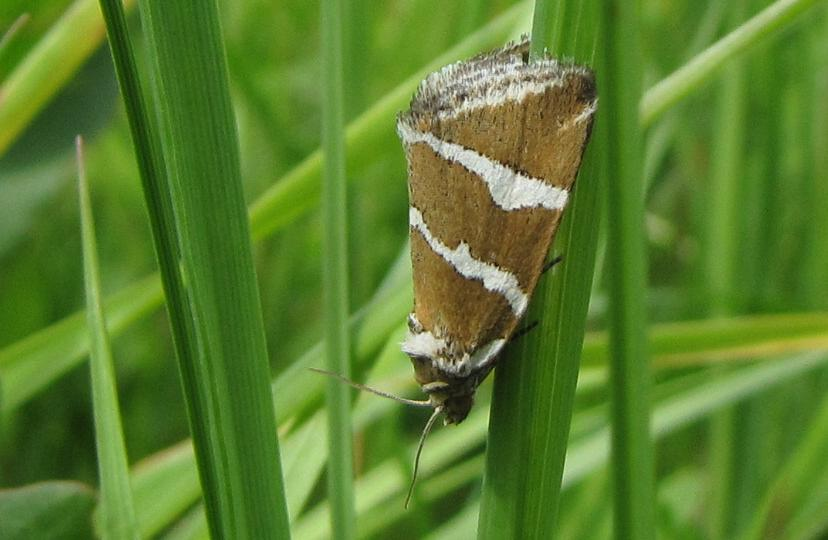
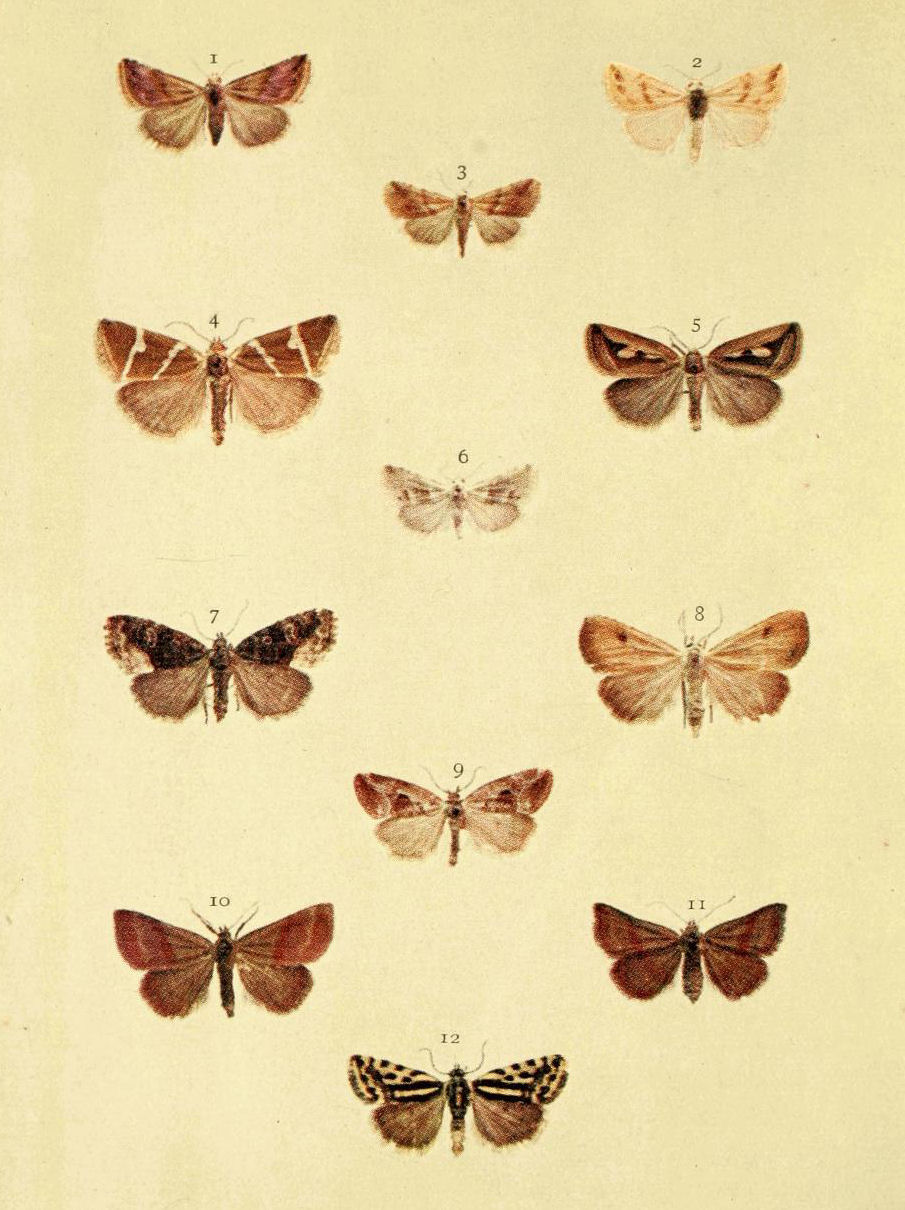